# 東京迪士尼度假區玩具總動員飯店
東京迪士尼度假區玩具總動員飯店（日语：東京ディズニーリゾート・トイ・ストーリーホテル）是日本一間以《玩具總動員》電影系列為主題的迪士尼飯店，位於千葉縣浦安市舞濱。  於2022年4月5日開業。

## 概要
該飯店是日本第5間迪士尼飯店，同時是全球第二間以「玩具總動員」為主題的迪士尼飯店。項目總投資約315億日圓。東京迪士尼度假區主要經營者「Oriental Land」在以93.19億日圓購入了原「東京灣NK會堂」（2005年關閉，2015年清拆）所在地塊後，於2018年11月28日公開了該飯店的開發計劃，並在2021年4月6日公佈了該飯店的正式名稱。在以往，日本的迪士尼飯店有「豪華型」和「超值型」兩種類型，而該飯店的類型為介乎兩者之間的新設置的「舒適型」。飯店設有595間客房，其中575間「標準客房」，20間「精緻客房」。

## 設定
該飯店的設定是一間招待玩具的飯店。在設定中，安迪在自家後院為玩具們建造了住宅。在安迪被媽媽叫回了家後，玩具們繼承了這座住宅的設施，並將其改造成了一座招待玩具的酒店。